# 赤心社
赤心社（せきしんしゃ）は、キリスト者の開拓集団のために北海道日高地方の浦河に設立された組織である。
明治13年（1880年）、アメリカン・ボードの摂津第一公会の信徒である鈴木清、沢茂吉を中心として開拓団が神戸で設立される。初代社長が鈴木清で加藤清徳が副社長であった。加藤が広島、兵庫から募集した移住者50人を引率して、浦河町西舎に入植した。
学農社の津田仙の協力で、ピューリタンの開拓にならって村の中心に教会を建て、信仰共同体を目指した。明治18年（1885年）に私立赤心学校を兼ねた元浦河伝道所を設立した。翌明治19年（1886年）、アメリカン・ボードのオラメル・ギューリック宣教師と原田助牧師の臨席の元に、元浦河教会(元浦河組合教会)を設立した。
明治22年（1889年）には赤心社の人口184名のうち4分の1がキリスト者になっていた。